# Gianna Lynn
Pour les articles homonymes, voir Lynn.
Gianna Lynn est une actrice américaine de films pornographiques née le 3 décembre 1984 aux Philippines.

## Filmographie sélective
- 2005 : Dragginladies: Franchezca and Gianna Lynn
- 2006 : Pussy Party 18
- 2007 : No Man's Land 43
- 2008 : No Man's Land: Girls in Love 1
- 2008 : Girlgasmic
- 2009 : Sun Goddess: Malibu
- 2010 : Eva Angelina vs. Teagan
- 2011 : No Boys Allowed 1
- 2012 : All Girls All the Time 2
- 2013 : Girls of Platinum X 15
- 2014 : No Boys Allowed 3
- 2015 : OMG...I Fucked My BFF

## Distinctions
Récompenses
Nominations
- 2007 : AVN Award : Best New Starlet
- 2007 : AVN Award : Best Group Sex Scene - Hellcats 10 (avec Melissa Lauren, Rick Masters, Arnold Schwarzenpecker et Barry Scott)
- 2008 : AVN Award : Unsung Starlet
- 2008 : XRCO Award : Unsung Starlet
- 2008 : FAME Award : Most Underrated Star
- 2009 : AVN Award : Best All-Girl Group Sex Scene - Girlgasmic
- 2010 : AVN Award : Best All-Girl Group Sex Scene - Sun Goddess: Malibu